# Do You Remember Rock 'n' Roll Radio?
«Do You Remember Rock 'n' Roll Radio?» (o simplemente, "Rock 'n' Roll Radio") es el segundo sencillo de la banda de punk-rock estadounidense Ramones de su quinto álbum de estudio, End of the Century. Fue puesto en a la venta el 16 de mayo de 1980. Esta canción y el álbum en sí marcó un cambio completo en el sonido de los Ramones. Esto se debe en parte a un intento de alcanzar el éxito comercial con la labor de su nuevo productor, Phil Spector.
Si bien la mayoría de las canciones de los Ramones se basa en punk, "Rock 'n' Roll Radio" es un tema complejo, basada en muchas canciones pop de la década de los 50 que la banda creció escuchando. Se utilizan junto con la guitarra eléctrica, batería y el bajo, un piano, órgano, trompeta, trompa, saxofón. Al igual que en los demás rock & roll de los 50, el saxofón es el principal instrumento en lugar de la guitarra. La apertura y el cierre de la canción muestra una emisora de radio de una sintonía de rock 'n' roll.
La canción se ha convertido en uno de los temas de los Ramones más perdurables. Debido a la naturaleza de diferentes instrumentos utilizados en la canción, en el desempeño de la banda en vivo se sustituye el saxofón por el bajo como instrumento principal, debido a que los ramones nunca usaban músicos invitados en vivo.
En homenaje a la canción de los Ramones, en 2005 fue creado un verdadero show de radio titulado "Rock 'n Roll Radio" en WESU Middletown 88.1FM, una estación de radio en Connecticut.
La canción también fue versionada por Kiss y aparece en el álbum homenaje de los Ramones We're a Happy Family: A Tribute to the Ramones.
- Datos: Q2295397